# Мілютін Сергій Юрійович

Сергій Мілютін 2025 рік

Мілютін Сергій Юрійович — український історик, педагог, екскурсовод, мандрівник, дослідник Голодомору на Кіровоградщині, науковець . Лауреат Обласної краєзнавчої премії імені Володимира Ястребова у номінації «Наукові дослідження з історії та етнографії краю».

## Освіта
У 2007 році закінчив Новоукраїнську загальноосвітню школу І–ІІІ ступенів № 3.
У 2013 році закінчив магістратуру факультету історії та права Кіровоградського державного педагогічного університету імені Володимира Винниченка (спеціальність «Історія»).

## Педагогічна і наукова діяльність
З 2014 р. по теперішній час — вчитель історії у КЗ "Ліцей «Науковий» Кропивницької міської ради". Засновник науково-дослідного гуртка «Актуальні проблеми всесвітньої історії», науковий керівник учнів-учасників Малої академії наук   за сумісництвом — науковий співробітник Центральноукраїнського обласного краєзнавчого музею. Бере активну участь у популяризації результатів наукових історико-краєзнавчих досліджень    , є учасником відкритої віртуальної групи "Клуб "Краєзнавство: центральний регіон" соціальної мережі "Facebook" .

## Наукові публікації

### Монографії
- Борці за Українську державність: Фотій Мелешко, Василь Недайкаша, Андрій Гулий-Гуленко, Кость Пестушко, Герасим Нестеренко .
- Фотій Мелешко: воїн, письменник, мемуарист. [11]
- Кропивницький: історія крізь віки (співавтор) [12].

## Відзнаки
Переможець IV Міжнародного міждисциплінарного конкурсу наукових та мистецьких робіт імені Володимира Маняка та Лідії Коваленко в номінації «Кращі наукові та мистецькі роботи студентів, аспірантів, науковців (віком до 35 років)» (2019).
Лауреат Обласної краєзнавчої премії імені Володимира Ястребова у номінації «Наукові дослідження з історії та етнографії краю» (2025).